# Otto Ammermann
Otto Ammermann (né le 7 septembre 1932 à Kleinensiel) est un cavalier allemand de concours complet.

## Carrière
Otto Ammermann commence au Jader Reitclub Jaderberg. Il gagne sa première compétition professionnelle en 1963 à Aix-la-Chapelle. Il est champion d'Allemagne en 1969, 1978 et 1980. Il réussit avec Volturno, âgé de huit ans, à se qualifier pour les Jeux olympiques d'été de 1976 à Montréal. Lors de l'épreuve individuelle de cross, il est disqualifié après plusieurs erreurs et une chute. Avec Karl Schultz, Herbert Blöcker et Helmut Rethemeier, il gagne tout de même la médaille d'argent par équipe ; il reçoit ensuite la médaille Silbernes Lorbeerblatt.
En 1978, il est vice-champion du monde par équipe avec Helmut Rethemeier, Harry Klugmann et Herbert Blöcker. Il est sélectionné pour les Jeux olympiques d'été de 1980 à Moscou que l'Allemagne fédérale boycotte. Au Festival international des sports équestres 1980 (de) à Fontainebleau, qui est une substitution à l'épreuve olympique, la république fédérale d'Allemagne est deuxième, Otto Ammermann est avec Volturno dixième de l'épreuve individuelle.